# بيفرلي غريسبي
بيفرلي غريسبي (بالإنجليزية: Beverly Grigsby) هي معلمة موسيقى وملحنة أمريكية، ولدت في 11 يناير 1928.